# Космос-8
Космос-8 — советский космический аппарат, единственный спутник типа ДС-К-8, также известный как «ДС-К-8 № 1», а в странах Европы как «Спутник-18». Был запущен на орбиту Земли Советским Союзом в 1962 году. Являлся восьмым спутником серии «Космос», и третьим космическим аппаратом, запущенным в рамках программы «ДС», и успешно достигшим орбиты, после Космоса-1 и Космоса-6. Его главная задача заключалась в демонстрации новых технологий для будущих советских военных спутников. Он также осуществлял исследования метеорного вещества, с помощью специальной полезной нагрузки.
Спутник был запущен на борту ракеты-носителя Космос 63С1, чей полет был восьмым. Запуск был проведен с пусковой площадки «Маяк-2» стартового комплекса на полигоне Капустин Яр, и произошел в 15:00 по Гринвичу 18 августа 1962 года.
Космос-8 был помещен в низкую околоземную орбиту с перигеем в 244 километра (152 миль), апогеем в 598 километров (372 миль), с наклоном в 49 градусов, и орбитальным периодом в 92,9 минуты. Он закончил свою службу 17 августа 1963 года, меньше года после его же запуска.